# Malcolm Sargent

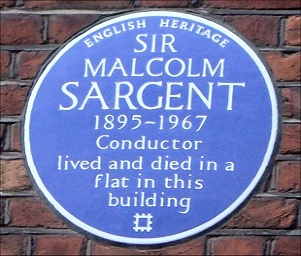

Sir Harold Malcolm Watts Sargent (29 de abril de 1895 - 3 de outubro de 1967) foi um maestro, organista e compositor inglês, sendo um dos maiores maestros de obras com coro da Grã-Bretanha. Ele foi associado com as maiores orquestras e conjuntos musicais do Reino Unido, entre eles incluem-se: Ballets Russes, a Sociedade Coral Real, a Companhia de Ópera D'Oyly Carte, a Orquestra Filarmônica de Londres, a Orquestra Hallé, a Orquestra Filarmônica Real de Liverpool, a Orquestra Sinfônica da BBC e a Orquestra Filarmônica Real.
Ele foi o maestro residente do internacionalmente famoso festival de música The Proms, da BBC, de 1948 e 1967, fazendo dele um dos maestros ingleses mais conhecidos.
Com a eclosão da Segunda Guerra Mundial, Sargent recusou a oferta te se tornar maestro da uma das maiores orquestras da Austrália e retornou ao Reino Unido, para levar música as pessoas, fazendo sua contribuição moral.

## Vida e carreira
Sargent nasceu em Bath Villas, Ashford, em Kent, Inglaterra, em uma família de industriais. Seu pai, Henry Sargent, foi um comerciante de carvão, músico amador e organista de igreja; sua mãe Agnes née Hall, foi professora em uma escola local. Sargent foi levado a Stamford, Lincolnshire, onde ele fez parte de um coral na Catedral de Peterborough, estudou órgão e venceu uma competição escolar na Escola Stamford. Aos 14 anos de idade, ele acompanhou ensaios de uma produção amadora de The Gondoliers e The Yeomen of the Guard (ambas de Arthur Sullivan) em Stamford. Aos 16 anos, ele recebeu seu diploma como Associado da Faculdade Real de Organistas e aos 18 anos, ele recebeu a graduação de Bacharel em Música, pela Universidade de Durham.

### Começo da carreira

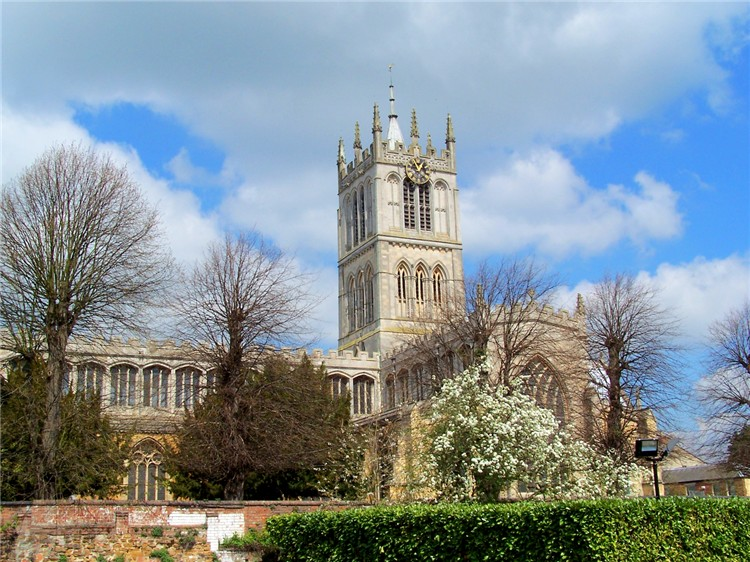
Igreja St. Mary em Melton Mowbray, onde Sargent serviu como organista

Sargent trabalhou primeiro como organista na Igreja St. Mary, Melton Mowbray, Leicestershire, de 1914 a 1924, exceto por oito meses em 1918, quando ele serviu a Infantaria Leve de Durham, durante a Primeira Guerra Mundial. Sargent foi escolhido para ser o organista em mais de 150 cerimônias. No mesmo período, ele trabalhou em muitos projetos musicais em Leicester, Melton Mowbray e Stamford, onde ele não apenas conduziu, mas também produziu as óperas de Gilbert e Sullivan e de outras sociedades amadoras. O Príncipe de Gales, Eduardo VIII e sua comitiva, muitas vezes iam a Leicestershire e assistiam as produções anuais de Gilbert e Sullivan, juntamente com o Duque de Iorque, Jorge VI e outros membros da Família Real Inglesa. Aos 24 anos de idade, Sargent tornou-se o mais jovem Doutor de Música da Inglaterra, com o grau pela Universidade de Durham.
O reconhecimento de Sargent veio quando Sir Henry Wood visitou o De Montfort Hall, Leicester, no começo de 1921, com a orquestra do Queen's Hall. Como era de costume, a orquestra visitante teria que conduzir uma peça de algum compositor local. Wood pediu a Sargent que escrevesse uma peça intitulada "Impression on a Windy Day". Sargent completou o trabalho tarde demais para que Wood aprendesse a música e então Wood convidou Sargent a conduzir a primeira performance de sua própria música. Wood não reconheceu apenas o trabalho de Sargent, mas também seu talento como maestro e deu-lhe a chance de fazer sua estreia como maestro, com seu trabalho, na temporada anual de concertos, conhecidos como The Proms, no Queen's Hall, dia 11 de outubro de 1921.
Sargent, como compositor, atraiu críticas favoráveis no Proms, como outros compositores, por exemplo Gustav Holst com seu The Planets e no ano seguinte, Wood incluiu um nocturne e scherzo por Sargent, no Proms, também conduzido pelo compositor. Sargent foi convidado a conduzir o Impression novamente, na temporada de 1923, mas foi como maestro que ele fez um grande impacto ao público. Seguindo um conselho de Wood, como outros fizeram, ele abandonou a composição em favor da condução. Ele fundou a amadora Orquestra Sinfônica de Leicester, em 1922, na qual conduziu como maestro até 1939. Com Sargent, o prestígio da orquestra cresceu tanto ao ponto de apresentar-se com solistas como Alfred Cortot, Artur Schnabel, Solomon, Guilhermina Suggia e Benno Moiseiwitsch. Moiseiwitsch deu aulas de piano a Sargent, julgando-o talentoso o suficiente para fazer uma carreira de sucesso como pianista. Por iniciativa de Wood e Adrian Boult, entretanto, Sargent tornou-se um professor na Faculdade Real de Música, em Londres, em 1923.

### Fama nacional

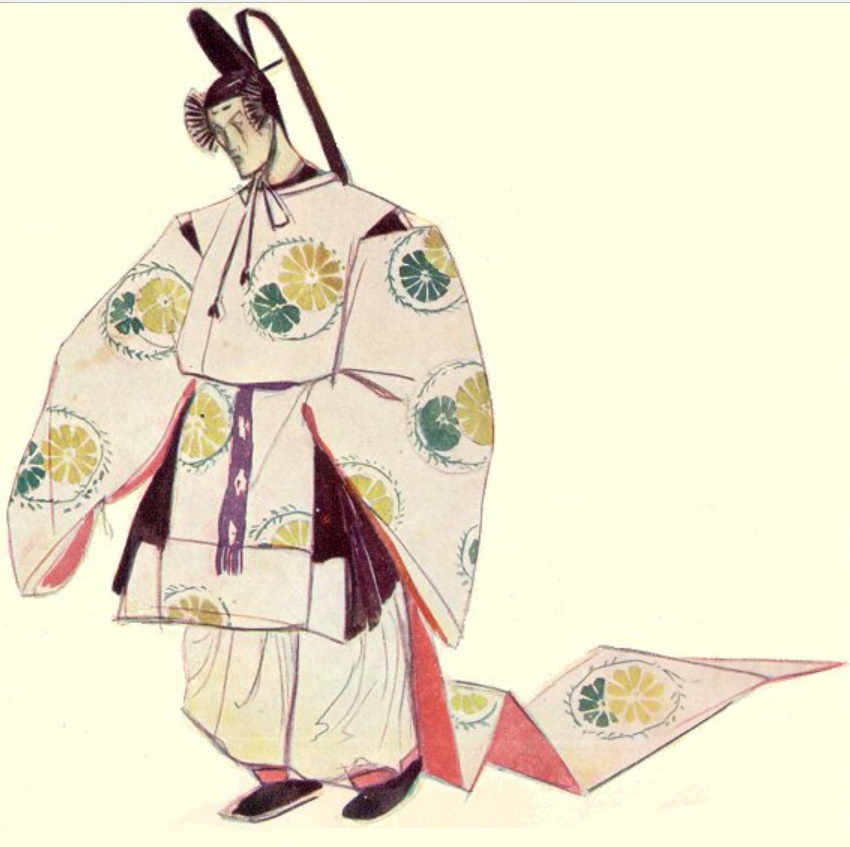
Nova roupa para The Mikado 1926

Na década de 1920, Sargent tornou-se um dos maestros ingleses mais conhecidos. Na Companhia de Ópera Nacional Britânica, ele conduziu Die Meistersinger von Nürnberg (Richard Wagner) em uma turnê, em 1925 e para a Companhia de Ópera D'Oyly Carte, ele conduziu a temporada de Londres no Prince's Theare em 1926 e no recém-reconstruído Savoy Theatre em 1929-1930. Sargent foi criticado pelo revisão do The Times, de 20 de setembro de 1926, por ter adicionado "gags" a partitura de Gilbert e Sullivan, embora tenha sido elogiado pela musicalidade da performance e beleza da abertura. A temporada da Companhia de Ópera D'Oyly Carte fez o nome de Sargent ficar mais famoso, com uma produção no rádio da BBC de The Mikado (Arthur Sullivan), em 1926, ouvida por aproximadamente oito milhões de pessoas. O Evening Standard noticiou que "provavelmente a maior audiência a escutar alguma coisa, na história mundial". Em 1927, Sergei Diaghilev convidou Sargent a conduzir os Ballets Russes, compartilhando com Igor Stravinsky e Sir Thomas Beecham. Sargent também conduziu a final da temporada do Ballets Russes em 1928. Em 1928, ele tornou-se o maestro da Sociedade Coral Real, e permaneceu no posto por quatro décadas, até sua morte. A sociedade ficou famosa nas décadas de 1920 e 1930, por performances no Royal Albert Hall.
Elizabeth Courtlaud, esposa do industrialista Samuel Courtlaud, promoveu uma série popular de concertos, começando em 1929, e sob o conselho de Schnabel, contratou Sargent como seu maestro chefe, e tendo maestro convidados eminentes, como Bruno Walter, Otto Klemperer e Igor Stravinsky. Os concertos Courtlaud-Sargent tornaram-se conhecidos e introduziram novos trabalhos ao público, dos compositores Arthur Bliss, Arthur Honegger, Zoltán Kodály, Bohuslav Martinů, Sergei Prokofiev, Karol Szymanowski e William Walton, entre outros. Primeiramente, o plano era ter a Orquestra Sinfônica de Londres para os concertos, mas a orquestra recusou o convite. Como resultado, Sir Thomas Beecham e Sargent estabeleceram uma nova orquestra, a Orquestra Filarmônica de Londres.
Nesses anos, Sargent abrangeu um vasto repertório, fazendo gravações com ela, mas foi notável, particularmente, com performances de peças corais. Ele promoveu a música britânica, como ele fez em toda sua carreira, conduzindo O Messias, de Georg Friedrich Händel, com grande coro e orquestra, e as premières de At the Boar's Head (1925) de Gustav Holst, Hugh the Drover (1924) e Sir John in Love (1929) de Ralph Vaughan Williams e o oratório Belshazzar'ts Feast de William Walton (1931). Para popularizar a música erudita, Sargent conduziu muitos concertos para os jovens, incluindo o Robert Mayer, Concerto para Crianças, de 1924 a 1939.

### Anos difíceis

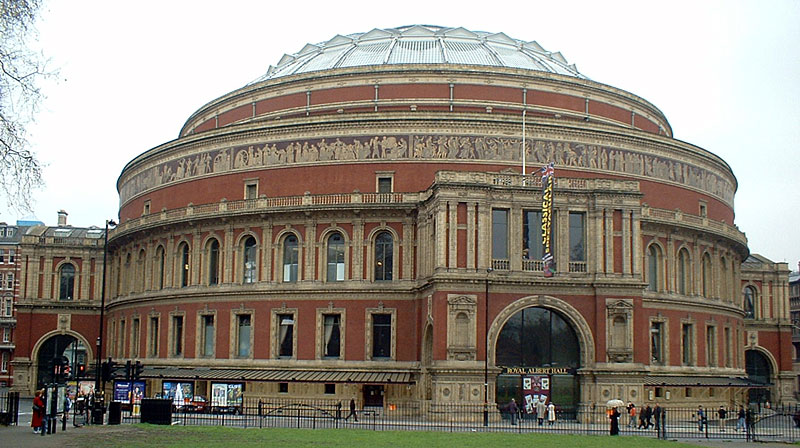
Royal Albert Hall

Em outubro de 1932, Sargent sofreu um ataque quase fatal de Tuberculose. Por quase dois anos ele esteve incapacitado de trabalhar e apenas no fim da década de 1930 ele retornou a cena de concertos. Em 1936, ele conduziu sua primeira ópera no Covent Garden: Louise de Gustave Charpentier. Ele não retornou ao Royal Opera House para conduzir uma ópera até 1954, com Troilus and Cressida, de William Walton, entretanto, ele conduziu música incidental para dramatização, The Pilgrim's Progress, no Royal Opera House em 1948.
Como maestro de orquestra, Sargent era conhecido como tirano e cruel. De acordo com o The Independent, ele trouxe profissionalismo para as orquestras, agitando-as e trazendo vida a madeira morta, limpando os talentosos e empurrando os sobreviventes para se apresentarem com o melhor e si, por meio de ensaios implacáveis. Com isso, perdeu a simpatia de muitos músicos. Eles ficaram particularmente irritados com a falta de suporte de Sargent, durante sua longa enfermidade e Sargent enfrentou hostilidades das orquestras britânicas.
Tornando-se imensamente popular na Austrália, com os músicos como também com o público, Sargent fez três turnês para a Austrália e Nova Zelândia, em 1936, 1938 e 1939. Ele estava para ser aceito como maestro permanente da Australian Broadcasting Corporation, quando eclodiu a Segunda Guerra Mundial e ele sentiu que devia regressar ao seu país, resistindo a forte pressão da mídia. Durante a guerra, Sargent dirigiu a Orquestra Hallé em Manchester (1939 até 1942) e a Orquestra Filarmônica Real de Liverpool (1942 até 1948) e tornou-se popular em transmissões de rádios da BBC. Ele ajudou a impulsionar a moral do público, durante a guerra, pelas extensas turnês por todo o país. Em uma ocasião famosa, um ataque aéreo interrompeu uma performance da sétima sinfonia de Ludwig van Beethoven. Sargent parou a orquestra, acalmou o público, dizendo que eles estavam mais seguros dentro do teatro do que se saíssem e continuou a conduzir. Mais tarde ele disse que nenhuma orquestra tinha tocado tão bem e que nenhum público tinha ouvido tão atentamente. Em maio de 1941, Sargent conduziu a última performance no Queen's Hall. Após uma apresentação de The Dream of Gerontius de Edward Elgar, o teatro foi destruído durante um incêndio.

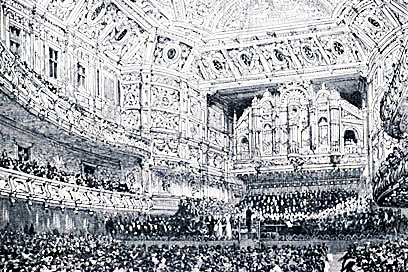
Interior do Queen's Hall

Em 1945, Arturo Toscanini convidou Sargent para conduzir a Orquestra Sinfônica da NBC. Em quatro concertos, Sargent escolheu apresentar a música inglesa, com a exceção da Sinfonia nº1 de Jean Sibelius e a Sinfonia nº7 de Antonín Dvorák. Dois concertos, Concerto para Viola de William Walton, com William Primrose e Concerto para Violino de Edward Elgar com Yehudi Menuhin, fizeram parte desses concertos.

### Proms e últimos Anos
Sargent foi feito Cavaleiro por seus serviços a música em 1947 e apresentou-se em inúmeros países de língua inglesa durante os anos pós-guerra. Ele continuou a promover os compositores britânicos, conduzindo as premières de Troilus and Cressida de William Walton (1954) e a Sinfonia No. 9 de Ralph Vaughan Williams (1958).
Sargent foi o maestro chefe do Proms da BBC de 1948 até sua morte, em 1967 e da Orquestra Sinfônica da BBC de 1950 até 1957, sucedendo Sir Adrian Boult. Nas décadas de 1950 e 1960, Sargent fez inúmeras gravações com a Orquestra Sinfônica da BBC, como também com outras orquestras. Nesse período, também, ele conduziu os concertos de abertura do Royal Festival Hall em 1951 e retornou para a Companhia de Ópera D'Oyly Carte, para o verão de 1951, no Festival Britânico, no inverno de 1961/2 e nas temporadas de 1963 e 1964. Em agosto de 1956, a BBC anunciou que Sargent seria sucedido no cargo de Maestro Chefe por Rudolf Scwarz. Sargent então ganhou o título de Maestro Convidado Chefe e manteve o Maestro Chefe do Proms.
Nos seus programas no The Proms, ele conduziu frequentemente música coral e música de compositores britânicos, mas a história do The Proms lista programas seletos desse período, mostrando Sargent conduzindo trabalhos de Johann Sebastian Bach, Jean Sibelius, Antonín Dvorák, Hector Berlioz, Sergei Rachmaninoff, Nikolai Rimsky-Korsakov, Richard Strauss e Zoltán Kodály, em três programas sucessivos. Durante o período em que ele era Maestro Chefe, prestigiadas orquestras e maestros começaram a apresentar-se regularmente no Proms. Na primeira temporada de mudança, Sargent e dois maestros assistentes conduziram todos os concertos, a partir de 1966, foram Sargent e mais 25 outros maestros. Os maestros que fizeram suas estreias no Proms, na época de Sargent incluem Carlo Maria Giulini, Georg Solti, Leopold Stokowski, Rudolf Kempe, Pierre Boulez e Bernard Haitink.
Sargent fez duas turnês para a América do Sul. Em 1950, ele conduziu em Buenos Aires, Montevideo, Rio de Janeiro e Santiago. Seus programas incluíram as sinfonias Londres e a sexta de Ralph Vaughan Williams; Sinfonia nº88 de Joseph Haydn, Sinfonia nº8 de Ludwig van Beethoven, Sinfonia Jupiter de Wolfgang Amadeus Mozart, Sinfonia nº5 de Franz Schubert, Sinfonias nºs2 e 4 de Johannes Brahms, Sinfonia nº5 de Jean Sibelius, Serenade para Cordas de Edward Elgar, Purcell Variations de Benjamin Britten, Till Eulenspiegel's Merry Pranks de Richard Strauss, Concerto para Viola de William Walton e Concerto para Violoncelo de Antonín Dvorák, com Pierre Fournier.
Quando a Orquestra Filarmônica Real estava em perigo de ser extinta, após a morte de SirThomas Beecham em 1961, Sargent apresentou-se com ela extensivamente, salvando-a da extinção. Na década de 1960, sargent fez uma turnê pela Rússia, Estados Unidos, Canadá, Turquia, Israel, Índia e Austrália. Na metade da década de 1960, entretanto, sua saúde começou a deteriorar-se.
Sargent foi submetido a uma cirurgia em julho de 1967, por causa de um câncer pancreático, mas ele fez sua aparição na última noite do proms desse ano, em setembro, passando sua batuta para seu sucessor, Colin Davis. Ele morreu duas semanas depois, aos 72 anos de idade. Ele foi enterrado em Stamford, ao lado de seus familiares.

## Repertório
Arturo Toscanini, Sir Thomas Beecham, entre outros, classificaram Sargent como o melhor maestro para obras com coral. Os compositores que Sargent conduzia regularmente incluíam, os do século XVIII, Johann Sebastian Bach, Georg Friedrich Handel, Christoph Willibald Gluck, Wolfgang Amadeus Mozart, e Joseph Haydn; os compositores do século XIX, Ludwig van Beethoven, Hector Berlioz, Franz Schubert, Robert Schumann, Felix Mendelssohn, Johannes Brahms, Richard Wagner, Pyotr Ilyich Tchaikovsky, Arthur Sullivan, Antonín Dvorák e Bedřich Smetana. Os compositores a partir do século XX que ele conduziu incluem Arthur Bliss, Benjamin Britten, Frederick Delius, Edward Elgar, Gustav Holst, Michael Tippett, Ralph Vaughan Williams e William Walton. Ele também conduziu trabalhos de compositores da Segunda Escola Vienense, com trabalhos de Béla Bartók, Paul Hindemith, Arthur Honegger, Zoltán Kodály, Francis Poulenc, Sergei Prokofiev, Sergei Rachmaninoff, Dmitri Shostakovich, Jean Sibelius, Richard Strauss, Igor Stravinsky, Ernő Dohnányi, Bohuslav Martinů e Karol Szymanowski.

## Vida pessoal
Em 1926, Sargent casou-se com Eileen Laura Harding Horne, filha de Frederic Horne de Drinkstone, Suffolk. Em 1926 o casal teve dois filhos: Pamela, que morreu de poliomielite em 1944 e Peter. Sargent sentiu muito a morte de sua filha, e sua gravação de The Dream of Gerontius de Edward Elgar, em 1945, foi uma expressão de sua paixão e dor. O casamento de Sargent foi infeliz e terminou em divórcio em 1946. Antes, durante e depois de seu casamento, Sargent sempre foi um mulherengo, um fato que ele nunca negou.
Somando ao seu doutorado pela Universidade de Durham, ele recebeu graduações honorárias pela Universidade de Oxford e Universidade de Liverpool e pela Academia Real de Música, Faculdade Real de Organistas, Faculdade Real de Música e pela Academia Sueca de Música. Ele recebeu a maior honra da Sociedade Filarmônica Real, a Medalha de Ouro, em 1959. Honras estrangeiras incluem a Ordem da Estrela do Norte (Suécia) em 1956, Ordem da Rosa Branca (Finlândia) em 1965 e Cavaleiro da Legião de Honra da França em 1967.

## Gravações
A maioria das gravações de Sargent são de música inglesa, trabalhos corais e concertos. Ele gravou prolificamente e trabalhou com muitas orquestras, mas fez a maioria de suas gravações com a Orquestra Sinfônica da BBC, Orquestra Sinfônica de Londres, Orquestra Sinfônica Nova, Orquestra Philharmonia e a Orquestra Filarmônica Real.

### Música inglesa

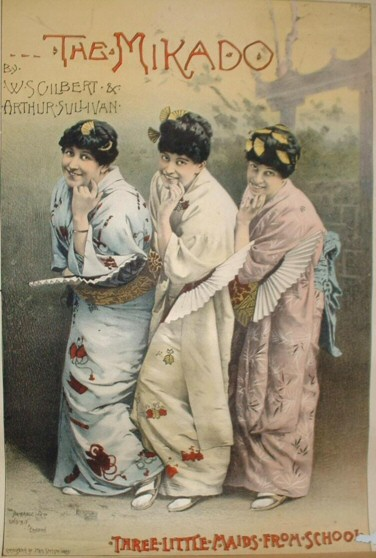
The Mikado

Sargent conduziu gravações de Gilbert e Sullivan por quatro décadas. Suas primeiras gravações com a Companhia de Ópera D'Oyly Carte para a HMV incluíram: The Yeomen of the Guard (1928), The Pirates of Penzance (1929), Iolanthe (1930), H.M.S. Pinafore (1930), Patience (1930), Yeomen (pedaços, 1931), Pirates (pedaços, 1931), The Gondoliers (pedaços, 1931), Ruddigore (1932) e Princess Ida (1932). Mais de trinta anos depois, para a Decca, ele gravou Yeomen (1964) e Princess Ida (1965) com a Companhia de Ópera D'Oyly Carter. Entre 1957 e 1963, Sargent gravou nove óperas de Gilbert e Sullivan para a EMI, com o Coro do Festival de Glyndebourne. Essas foram: Trial by Jury, Pinafore, Pirates, Patience, Iolanthe, The Mikado, Ruddigore, Yeomen e The Gondoliers.
Durante a Segunda Guerra Mundial, Sargent e a Orquestra Filarmônica Real de Liverpool, acompanhador por Albert Sammons, o homenageado, em sua gravação de 1944 do Concerto para Violino de Frederick Delius. Posteriormente, em 1965, com Jacqueline du Pré, em sua estreia em gravações, Sargent gravou o Concerto para Violoncelo de Frederick Delius. No fim da guerra, Sargent virou-se para gravar Edward Elgar. Em 1945, ele gravou The Dream of Gerontius com Heddle Nash como tenor, conduzindo a Orquestra Filarmônica Real de Liverpool. Sargent também conduziu Jascha Heifetz, em 1949, com o Concerto para Violino e a primeira gravação de Concerto para violoncelo, também de Edward Elgar, com Paul Tortelier, em 1954. Ele também gravou Wand of Youth Suite nº2 com a Orquestra Sinfônica da BBC, Pomp and Circumstance Marches 1 e 4 com a Orquestra Sinfônica de Londres e Enigma Variations com a Orquestra Philharmonia.
Ele também fez notáveis gravações de André Previn, William Walton, John Gay, Gustav Holst, Ralph Vaughan Williams, entre outro.

### Concertos
Sargent continuou sendo maestro de concertos. Seus concertos gravados, com notáveis solistas, incluem: Johann Sebastian Bach (Jascha Heifetz, Orquestra Sinfônica Nova), Béla Bartók (Max Rostal, Orquestra Sinfônica de Londres), Ludwig van Beethoven (David Oistrakh, Orquestra Philharmonia), Arthur Bliss (Trevor Barnard, Orquestra Philharmonia), Max Bruch (Jascha Heifetz, Orquestra Sinfônica de Londres), Domenico Cimarosa (Léon Goossens, Orquestra Filarmônica Real de Liverpool), Antonín Dvorák (Paul Tortelier), Felix Mendelssohn (Gioconda de Vito, Orquestra Sinfônica de Londres), Wolfgang Amadeus Mozart (Jascha Heifetz, Orquestra Sinfônica de Londres), Sergei Rachmaninoff (Moura Lympany, Orquestra Filarmônica Real), Alan Rawsthorne (Clifford Curzon, Denis Matthews, Orquestra Sinfônica de Londres), Edmund Rubbra (Denis Matthews, Orquestra Sinfônica de Londres), Robert Schumann (Pierre Fournier), Pyotr Ilyich Tchaikovsky (Ruggiero Ricci, Orquestra Sinfônica Nova) e Henri Vieuxtemps (Jascha Heifetz, Orquestra Sinfônica Nova). Outros solistas incluíram Mstislav Rostropovich e Cyril Smith.